# Cetatea dacică de la Marca
Este o fortificație dacică situată pe teritoriul României.